# 장양공정토시전부호도
장양공정토시전부호도(壯襄公征討時錢部胡圖)는 조선 중기 함경북도 병마절도사 장양공(壯襄公) 이일(李鎰, 1538~1601)이 함경도 지역을 침략하던 여진족 시전부락을 정벌하는 모습을 그린 그림으로, 서울특별시 노원구에 있는 육군사관학교에서 소장하고 있다. 2010년 6월 17일 서울특별시의 유형문화재 제304호로 지정되었다.
‘장양공정토시전부호도(壯襄公征討時錢部胡圖)’라고 쓴 전서체의 제목과 그림, 좌목으로 구성된 전형적인 계축 형식이다. 맨 아랫단 좌목의 말미에는 8세손 1849년 윤하(閏夏) 일자의 이재관(李在寬) 글이 있어 여진족 시전 부락을 토벌하게 된 경위와 그림의 제작 경위를 알 수 있다.
제목과 그림, 좌목을 붉은 선으로 구획하고 좌목에도 붉은 선으로 인찰하였다. 좌목에는 대장(大將)인 함경북도 병마절도사 이일과 그 휘하의 조전장(助戰將) 서득운(徐得運), 종사관(從事官) 이용순(李用淳), 승의랑(承議郞) 심극명(沈克明), 심약선교랑(審藥宣敎郞) 이혜정(李蕙汀), 조전장 7명의 이름이 쓰여 있다. 이어 선봉장(先鋒將)인 고령진(高嶺鎭) 병마첨절제사 유극량(劉克良)을 포함한 22명의 좌위(左衛) 소속 군병, 선봉장 함경북도 조방장(助防將) 李薦(李薦)을 포함한 24명의 우위(右衛) 소속의 군병 이름이 기록되어 있다.
이재관에 의하면 원래는 장양공 이일의 손자 경상좌수사 이견(李汧, 1618~?)이 조부의 공훈을 기념하고 후세에 알리고자 그림을 그려 종손(宗孫)과 지손(支孫)의 집안에 보관하였다고 한다. 세월이 흘러 남은 것이 한 건 밖에 없게 되자 1849년에 다시 신본(新本) 3건을 만들어 예전에 가장(家藏)했던 대로 보관한다는 내용이다. 전형적인 계축 형식이지만 좌목의 인물들이 공유하였던 결계(結契)의 기념화가 아니라 집안 조상의 행적을 기리기 위한 집안 차원의 기념화로 제작된 점이 주목된다.
좌목 말미에 글을 쓴 이재관이 조선후기 화원(畵員)인 소당(小塘) 이재관(李在寬, 1783~1837)인지에 대해서는 좀 더 연구가 필요하다. 그러나 그림의 작자가 이재관인지 아닌지의 여부와 상관없이 이 그림은 당시의 전투 상황이 잘 표현된 우수한 작품으로 부감시에 의해 여진족 시전부락 일대의 지세(地勢)가 잘 드러나 있고, 전투하는 군사들과 오랑캐들의 모습도 다양한 자세와 움직임으로 그려져 있다는 점이 특징이다. 산은 먹선으로 윤곽을 그리고 작은 점을 골고루 찍었으며 나무에서는 화보풍의 남종화풍이 엿보인다. 채색은 적색, 황색, 갈색, 엷은 녹색 위주로 담채되었다.
이와 같이 <장양공정토시전부호도>는 전형적인 계축 형식을 지녔지만 결계(結契)의 기록물이 아니라 조상의 공훈을 기리기 위한 집안 차원의 기념화로 제작된 점, 전쟁 장면을 내용으로 한 점, 무인(武人) 집안에서 주관한 점 등에서 희귀성을 갖고 있고, 이모된 경위가 작품에 확실하게 기록되어 기록화로서의 가치가 인정되고 작품의 수준도 우수하여 서울특별시 유형문화재로 지정되었다.

## 같이 보기
- 이일

## 참고 자료
- 장양공정토시전부호도 - 국가유산청 국가유산포털